# Qualifications à la Coupe d'Afrique des nations de football 2012, groupe H
Le groupe H des qualifications à la Coupe d'Afrique des nations de football 2012 est une compétition qualificative pour la phase finale de la Coupe d'Afrique des nations de football 2012, qui se déroule en janvier et février 2012 en Gabon et en Guinée équatoriale.

## Classement
| Rang | Équipe        | Pts | J | G | N | P | Bp | Bc | Diff |  | Résultats (▼ dom., ► ext.) |     |     |     |     |
| ---- | ------------- | --- | - | - | - | - | -- | -- | ---- |  | -------------------------- | --- | --- | --- | --- |
| 1    | Côte d'Ivoire | 18  | 6 | 6 | 0 | 0 | 19 | 4  | +15  |  | Côte d'Ivoire              |     | 3-0 | 2-1 | 2-1 |
| 2    | Rwanda        | 6   | 6 | 2 | 0 | 4 | 5  | 15 | -10  |  | Rwanda                     | 0-5 |     | 3-1 | 0-3 |
| 3    | Burundi       | 5   | 6 | 1 | 2 | 3 | 7  | 9  | -2   |  | Burundi                    | 0-1 | 3-1 |     | 1-1 |
| 4    | Bénin         | 5   | 6 | 1 | 2 | 3 | 8  | 11 | -3   |  | Bénin                      | 2-6 | 0-1 | 1-1 |     |

## Résultats
| 1re journée                  | Côte d'Ivoire                       | 3 - 0   | Rwanda | Stade Félix Houphouët-Boigny, Abidjan         |                                               |
| 4 septembre 2010 16:00 UTC+0 | Y.Touré 10e · Kalou 19e · Eboué 39e | (3 - 0) |        | Spectateurs : 10 000 Arbitrage : Eddy Maillet | Spectateurs : 10 000 Arbitrage : Eddy Maillet |
| 4 septembre 2010 16:00 UTC+0 | Feuille de match                    |         |        | Spectateurs : 10 000 Arbitrage : Eddy Maillet | Spectateurs : 10 000 Arbitrage : Eddy Maillet |

| 5 septembre 2010 | Bénin            | 1-1   | Burundi       | Stade de l'amitié, Cotonou                      |                                                 |
| 17h00 UTC+1      | Poté 6e          | (1-0) | Kavumbagu 86e | Spectateurs : 18 000 Arbitrage : Daniel Bennett | Spectateurs : 18 000 Arbitrage : Daniel Bennett |
| 17h00 UTC+1      | Feuille de match |       |               | Spectateurs : 18 000 Arbitrage : Daniel Bennett | Spectateurs : 18 000 Arbitrage : Daniel Bennett |

| 2e journée                 | Rwanda           | 0 - 3 | Bénin                                         | Stade Amahoro, Kigali       |                             |
| 9 octobre 2010 15:30 UTC+2 |                  | (0-0) | Tchomogo 68e · Omotoyossi 81e · Sessègnon 88e | Arbitrage : Djamel Haimoudi | Arbitrage : Djamel Haimoudi |
| 9 octobre 2010 15:30 UTC+2 | Feuille de match |       |                                               | Arbitrage : Djamel Haimoudi | Arbitrage : Djamel Haimoudi |

| 9 octobre 2010 | Burundi          | 0 - 1 | Côte d'Ivoire | Stade du Prince Louis Rwagasore, Bujumbura    |                                               |
| 15:30 UTC+2    |                  | (0-1) | Romaric 34e   | Spectateurs : 22 000 Arbitrage : Adel El Raay | Spectateurs : 22 000 Arbitrage : Adel El Raay |
| 15:30 UTC+2    | Feuille de match |       |               | Spectateurs : 22 000 Arbitrage : Adel El Raay | Spectateurs : 22 000 Arbitrage : Adel El Raay |

| 3e journée               | Rwanda                                     | 3 - 1 | Burundi  | Stade Amahoro, Kigali |                      |
| 26 mars 2011 15:00 UTC+2 | Iranzi 35e · Uzamukunda 45+2e · Gasana 90e | (2-1) | Papy 37e | Spectateurs : 30 000  | Spectateurs : 30 000 |
| 26 mars 2011 15:00 UTC+2 | Feuille de match                           |       |          | Spectateurs : 30 000  | Spectateurs : 30 000 |

| 27 mars 2011 | Côte d'Ivoire    | 2 - 1 | Bénin        | Ohene Djan Stadium, Accra                               |                                                         |
| 17:30 UTC+0  | Drogba 45+1e 75e | (1-1) | Tchomogo 13e | Spectateurs : 40 000 Arbitrage : Fredrick Kayindi-Ngobi | Spectateurs : 40 000 Arbitrage : Fredrick Kayindi-Ngobi |
| 17:30 UTC+0  | Feuille de match |       |              | Spectateurs : 40 000 Arbitrage : Fredrick Kayindi-Ngobi | Spectateurs : 40 000 Arbitrage : Fredrick Kayindi-Ngobi |

| 4e journée              | Bénin                   | 2 - 6   | Côte d'Ivoire                                                  | Stade de l'amitié, Cotonou                       |                                                  |
| 5 juin 2011 14:30 UTC+1 | Sessègnon 56e 60e (Pen) | (0 - 3) | Konan 13e · Drogba 20e 74e (Pen) · Gervinho 32e 80e · Bony 86e | Spectateurs : 35 000 Arbitrage : Mohamed Benouza | Spectateurs : 35 000 Arbitrage : Mohamed Benouza |
| 5 juin 2011 14:30 UTC+1 | Feuille de match        |         |                                                                | Spectateurs : 35 000 Arbitrage : Mohamed Benouza | Spectateurs : 35 000 Arbitrage : Mohamed Benouza |

| 5 juin 2011 | Burundi                                          | 3 - 1   | Rwanda     | Stade du Prince Louis Rwagasore, Bujumbura |  |
| 15:30 UTC+2 | Ndikumana 36e · Ntibazonkiza 53e · Kavumbagu 85e | (1 - 0) | Bokota 48e |                                            |  |
| 15:30 UTC+2 | Feuille de match                                 |         |            |                                            |  |

| 5e journée                   | Rwanda           | 0 - 5   | Côte d'Ivoire                                       | Stade Amahoro, Kigali                         |                                               |
| 3 septembre 2011 15:30 UTC+2 |                  | (0 - 3) | Kalou 33e · Bony 42e 43e · Konan 68e · Gervinho 83e | Spectateurs : 30 000 Arbitrage : Grisha Gihed | Spectateurs : 30 000 Arbitrage : Grisha Gihed |
| 3 septembre 2011 15:30 UTC+2 | Feuille de match |         |                                                     | Spectateurs : 30 000 Arbitrage : Grisha Gihed | Spectateurs : 30 000 Arbitrage : Grisha Gihed |

| 4 septembre 2011 | Burundi          | 1 - 1   | Bénin       | Stade du Prince Louis Rwagasore, Bujumbura |  |
| 15:30 UTC+2      | Papy 90e         | (0 - 0) | Akpagba 55e |                                            |  |
| 15:30 UTC+2      | Feuille de match |         |             |                                            |  |

| 6e journée                 | Côte d'Ivoire             | 2 - 1   | Burundi         | Stade Félix Houphouët-Boigny, Abidjan       |                                             |
| 7 octobre 2011 14:00 UTC+0 | K.Touré 56e · Y.Touré 93e | (0 - 0) | Ndabashinze 78e | Spectateurs : 50 000 Arbitrage : Eric Otogo | Spectateurs : 50 000 Arbitrage : Eric Otogo |
| 7 octobre 2011 14:00 UTC+0 | Feuille de match          |         |                 | Spectateurs : 50 000 Arbitrage : Eric Otogo | Spectateurs : 50 000 Arbitrage : Eric Otogo |

| 7 octobre 2011 | Bénin            | 0 - 1   | Rwanda    | Stade de l'amitié, Cotonou      |                                 |
| 15:00 UTC+1    |                  | (0 - 1) | Kagere 5e | Arbitrage : Jean-Michel Moukoko | Arbitrage : Jean-Michel Moukoko |
| 15:00 UTC+1    | Feuille de match |         |           | Arbitrage : Jean-Michel Moukoko | Arbitrage : Jean-Michel Moukoko |

## Buteurs
39 buts ont été inscrits en 12 rencontres dans le groupe H.
4 buts
- Didier Drogba

3 buts
- Gervinho
- Wilfried Bony
- Stéphane Sessègnon

2 buts
- Salomon Kalou
- Didier Ya Konan
- Yaya Touré
- Séïdath Tchomogo
- Didier Kavumbagu
- Faty Papy

1 but
- Emmanuel Eboué
- Kolo Touré
- Romaric N'Dri Koffi
- Mickaël Poté
- Razak Omotoyossi
- Guy Akpagba
- Selemani Ndikumana
- Saidi Ntibazonkiza
- Claude Iranzi
- Elias Uzamukunda
- Bogota Labama
- Eric Gasana "Mbuyu Twite"